# Мирза Махди Астрабади
Мухаммад Махди бен Мухаммад Насир Астрабади (перс.: محمد مهدی بن محمد نصیر استرابادی, Muhammad Mahdi bin Mohammad Nasir Astrabadi) или Мирза Мухаммад Мехди Хан Астрабад — секретарь и летописец Надир Шаха Афшар. Астрабади, согласно мнению некоторых современных авторов, создал начальную часть поэмы «Звезда» (перс.: کوکب, Koukab), представляющую собой переход от вступления к основной части произведения.

## Жизнедеятельность
Астрабади во время правления шаха Солтан Хоссейна Сефеви имел должность садовника. После вторжения Надира Шаха в Исфахан в 1729 году от себя лично и от жителей Астрабада отправил ему поздравительное письмо, но из текста этого письма не совсем ясно, сопровождал ли Мирза Махди Надир Шаха в то время или нет. В новый год (месяц Рамадан), тот самый год, когда Надир стал править в области Хорасан, Мирза Махди поздравил его с обретением власти, и, вероятно, с того самого времени начал свою службу в роли его секретаря и летописца.
Астрабади лично заявлял, что в 1733 году во время похода Надира Шаха на Исфахан он находился у него на службе, и также принимал участие в осаде города Гянджи в 1734 году. После этого по причине своих служебных заслуг он смог войти в ближайшее окружение Надира. В то время, когда Надир 1736 год был провозглашен шахом в Муганской равнине, Астрабади был «секретарём Верховного совета». Спустя два-три месяца Надир Шах назначил Мустовфи аль-Мемалика руководителем областей Фарс, Ирак, Хорасан и Азербайджан. Астрабади, в свою очередь, был назначен секретарем аль-Мемалика.
Астрабади сопровождал Надира Шаха во время его кампании в Индию в 1739 году и присутствовал на его тайных переговорах с Мухаммадом Шахом Гуркани, где Мухаммад Шах преподнёс ему в подарок сверкающий алмаз, который Надир Шах с почтением принял. Со слов Абдулкарима Кашмири в 1739 году Мирза Махди по поручению Надира Шаха стал руководителем перевода на персидский язык Библии. Интересным фактом является то, что сам Астрабади ни разу не упоминал об этом событии. В 1156 году по Хиджре Надир Шах собрал учёных в Наджафе для того, чтобы установить джафаритский мазхаб шиитов в качестве пятого мазхаба в Исламе. Мирза Махди присутствовал на этом собрании и лично составил детальное описание этого события.
В последние годы своей жизни Астрабади оставил государственную службу и сосредоточил внимание на завершении своих трудов. Астрабади имел большую библиотеку, состоящую из книг и рукописей на персидском, арабском и турецком языках, а также внушительный комплекс работ великих мастеров каллиграфии. Свою библиотеку Астрабади даровал своим детям. В тексте дарственной, который частично был опубликован, присутствовали названия многих известных книг.

## Основные труды
Самыми известными результатами деятельности Астрабади являются:
1- Сборник писем и положений, написанных либо самим Астрабади, либо составленных и отредактированных при его посредничестве.
2- Введение к книге Санглях (перс.: سنگلاخ, Sanglakh), состоящее из пояснений и правил грамматики турецкого языка.
3- Санглях — турецко-персидский словарь, включающий в себя сложную лексику поэзии Амира Алишера Навои.
4- Сборник стихов. Несмотря на то, что многие знали Астрабади как короля поэтов во время правления Надира Шаха, до наших дней дошло небольшое количество его стихотворений. Известны две поэмы, имеющие непосредственное отношение к нему. Также существует копия сборника стихов Астрабади, в которых воспевается Пророк (мир ему и благословение) и имамы, а также описывается рождение Надира Шаха и его вхождение в Мешхед.
5- Хроники.
6- «Закат пророчества».
7- Повесть о дне провозглашения Али преемником Мухаммада (мир ему и благословение).